# 2010年キャンベルテニス殿堂選手権
2010年キャンベルテニス殿堂選手権 (2010 Campbell's  Hall of Fame Tennis Championships)は、アメリカ・ロードアイランド州ニューポートにあるニューポートカジノローンテニスクラブにて2010年7月5日から7月11日にかけて開催された男子プロテニスツアーのATP250シリーズトーナメント大会である。サーフェスは屋外グラスコート。

## シード選手
| 選手                   | 国         | ランキング* | シード |
| ---------------------- | ---------- | ----------- | ------ |
| サム・クエリー         | アメリカ   | 21          | 1      |
| サンティアゴ・ヒラルド | コロンビア | 54          | 2      |
| アレハンドロ・ファジャ | コロンビア | 60          | 3      |
| オリビエ・ロクス       | ベルギー   | 68          | 4      |
| マーディ・フィッシュ   | アメリカ   | 73          | 5      |
| カロル・ベック         | スロバキア | 88          | 6      |
| ラジーブ・ラム         | アメリカ   | 93          | 7      |
| テイラー・デント       | アメリカ   | 97          | 8      |

- 2010年6月21日付けのランキングに基づく。

### 主催者推薦
以下の3名が主催者推薦で本戦に出場した。
- ライアン・ハリソン
- デニス・クドラ
- ニコラ・マユ

### 予選勝者
以下の4名が予選を勝ち上がり本選に出場した。
- リチャード・ブルームフィールド
- セルゲイ・ブブカ
- レイベン・クラーセン
- アレクサンダー・ペヤ

## 優勝

### シングルス
マーディ・フィッシュ def.  オリビエ・ロクス 5–7, 6–3, 6–4
- フィッシュにとってキャリア通算4度目、今シーズン最初のシングルスタイトル獲得となった[1]。

### ダブルス
カーステン・ボール /  クリス・グッチョーネ def.  サンティアゴ・ゴンザレス /  トラヴィス・レッテンマイヤー 6–3, 6–4